# Geißlingen (Oberickelsheim)
Geißlingen (bis 1875  amtliche Schreibweise Geislingen; fränkisch: Gaisli)  ist ein Gemeindeteil der Gemeinde Oberickelsheim im Landkreis Neustadt an der Aisch-Bad Windsheim (Mittelfranken, Bayern). Die Gemarkung Geißlingen hat eine Fläche von 6,108 km². Sie ist in 536 Flurstücke aufgeteilt, die eine durchschnittliche Fläche von 11395,90 m² haben.

## Geographie
Das Kirchdorf liegt am Seitenbach (im Unterlauf Neugraben genannt), einem rechten Zufluss der Gollach. Die umgebende Landschaft ist leicht hügelig und besteht ganz überwiegend aus Ackerflächen. Die Kreisstraße NEA 47 führt zur Bundesstraße 13 (1,8 km nördlich) bzw. nach Gülchsheim (2,7 km südlich). Gemeindeverbindungsstraßen führen nach Oberickelsheim zur B 13 (1,9 km östlich) und nach Hopferstadt zur Staatsstraße 2269 (3,3 km westlich).

## Geschichte
Der Ort wurde in der ersten Hälfte des 12. Jahrhunderts im Teilurbar des Klosters Michelsberg als „Gisilheim“ erstmals schriftlich erwähnt. 1144 gelangte „Gisilinsheim“ durch Tausch an das Hochstift Würzburg. Das Bestimmungswort des Ortsnamens ist der Personenname Gisilo. Geißlingen lag im Fraischbezirk des würzburgischen Amtes Aub. Die Einwohner waren ansonsten in grundherrlichen Angelegenheiten edelfrei.
Von 1797 bis 1808 unterstand Geißlingen dem preußischen Justiz- und Kammeramt Uffenheim. 1806 kam der Ort an das Königreich Bayern. Mit dem Gemeindeedikt (frühes 19. Jahrhundert) wurde Geißlingen dem Steuerdistrikt Gülchsheim zugewiesen. Wenig später entstand die Ruralgemeinde Geißlingen. Sie war in Verwaltung und Gerichtsbarkeit dem Landgericht Uffenheim zugeordnet und in der Finanzverwaltung dem Rentamt Uffenheim (1919 in Finanzamt Uffenheim umbenannt). Ab 1862 war das Bezirksamt Uffenheim für die Verwaltung der Gemeinde zuständig (1939 in Landkreis Uffenheim umbenannt). Die Gerichtsbarkeit blieb beim Landgericht Uffenheim (1879 in Amtsgericht Uffenheim umbenannt), seit 1973 ist das Amtsgericht Neustadt an der Aisch zuständig. Die Gemeinde hatte 1964 eine Gebietsfläche von 6,175 km². Am 1. Januar 1972 wurde Geißlingen im Zuge der Gebietsreform in Bayern nach Oberickelsheim eingegliedert.

### Baudenkmäler
In Geißlingen gibt es drei Baudenkmäler:
- St. Martin, evangelische Kirche mit Kirchhofmauer und Friedhof
- Gartenstr. 3: Ehemaliges Wohnstallhaus
- Wassergasse 2: Ehemaliges Wohnstallhaus

ehemalige Baudenkmäler
- Haus Nr. 7: Eingeschossiges, massives Wohnstallhaus mit Ecklisenen, umlaufendem Traufgesims und Stichbogenfenstern. Im Giebelfeld Haustafel, bezeichnet „Erbaut David Pfeufer 1861“.[15]
- Haus Nr. 13: Im Hofraum Nebengebäude mit einfachem Fachwerkgiebel, am Eckstiel bezeichnet „Georg Paulus Hegwein 1818“.[15]
- Haus Nr. 33: Zweigeschossiges, massives Wohnstallhaus mit Ecklisenen und Stichbogenfenstern, Mitte des 19. Jahrhunderts, Haustafel bezeichnet „Johann Erhart Scherer“.[15]
- Haus Nr. 47: Zweigeschossiges, massives Wohnstallhaus mit Ecklisenen, umlaufendem Trauf- und Gurtgesims. Mit Bauinschrift „Erbauet von Stephan Scherer im Jahre 1847“.[15]
- Haus Nr. 48: Eingeschossiges Fachwerkhaus, Mitte des 18. Jahrhunderts, auf hohem Massivsockel, traufseitig verputzt.[15]

### Bodendenkmäler
In der Gemarkung Geißlingen gibt es vier Bodendenkmäler.

### Einwohnerentwicklung
| Jahr      | 1818  | 1840   | 1852  | 1855  | 1861   | 1867   | 1871   | 1875   | 1880   | 1885   | 1890   | 1895  | 1900   | 1905  | 1910   | 1919  | 1925   | 1933  | 1939  | 1946  | 1950   | 1952  | 1961   | 1970   | 1987   | 2014  |
| Einwohner | 251   | 294    | 318   | 305   | 272    | 284    | 277    | 283    | 301    | 309    | 331    | 328   | 313    | 324   | 303    | 309   | 315    | 300   | 275   | 457   | 435    | 410   | 299    | 272    | 215    | 189   |
| Häuser    | 62    | 58     |       |       |        |        | 62     |        |        | 67     | 69     |       | 72     |       |        |       | 67     |       |       |       | 64     |       | 60     |        | 61     |       |
| Quelle    | [ 9 ] | [ 17 ] | [ 3 ] | [ 3 ] | [ 18 ] | [ 19 ] | [ 20 ] | [ 21 ] | [ 22 ] | [ 23 ] | [ 24 ] | [ 3 ] | [ 25 ] | [ 3 ] | [ 26 ] | [ 3 ] | [ 27 ] | [ 3 ] | [ 3 ] | [ 3 ] | [ 28 ] | [ 3 ] | [ 11 ] | [ 29 ] | [ 30 ] | [ 2 ] |

## Religion
Geißlingen ist Sitz der Pfarrei St. Martin, die seit der Reformation evangelisch-lutherisch ist.